# 엘렌 도리트 페테르센
엘렌 도리트 페테르센(Ellen Dorrit Petersen, 1975년 12월 4일 ~ )은 노르웨이의 배우이다.

## 출연 작품
- 섹스피쉬 (2019)
- 델마 (2017)
- 셜리 (2016)
- 나는 아들을 사랑하지 않는다 (2016)
- 빌마르크 어사일럼 (2015)
- 블라인드 (2014)
- 인투 더 다크 (2012)
- 더 마운틴 (2011)
- 킹 오브 아일랜드 (2010)
- 트러블드 워터 (2008)